# 巴维拉丰特
巴维拉丰特，是西班牙卡斯蒂利亚-莱昂萨拉曼卡省的一个市镇。 总面积23平方公里，总人口969人（2001年），人口密度42人/平方公里。